# Juan Páez
Juan Antonio Páez Cepeda (* 13. Februar 1950 in Santiago de Chile) ist ein ehemaliger chilenischer Fußballspieler und späterer -trainer. Mit dem CD Cobreloa wurde der Verteidiger Meister 1980 und erreichte das Finale der Copa Libertadores 1981.

## Spielerkarriere
Der in Santiago geborene Páez war als Kind bei Juventud Universitaria und wechselte dann zu Universidad Católica, kam dort aber nicht zum Debüt in der Primera División. Nachdem er für CD Ferroviarios in der Segunda División gespielt hatte, spielte er in der Primera División für CD Palestino, mit denen er 1975 die Copa Chile gewinnen konnte. Páez bestritt sechs Spiele im Wettbewerb. Auf Ligaebene absolvierte er 71 Partien für Palestino, in denen er vier Tore erzielte.
Bei Lota Schwager, für das Páez ab 1976 spielte, gelang 1977 mit dem sechsten Platz die beste Saison der Klubgeschichte. 1980 wechselte Páez zu CD Cobreloa und gewann mit dem Klub den Meistertitel 1980. Dazu steuerte er sechs Tore in 29 Einsätzen bei. In der Copa Libertadores 1981 erreichte der chilenische Meister das Finale, verlor dort aber trotz gewonnenem Hinspiel gegen den brasilianischen Spitzenklub Flamengo Rio de Janeiro.
Nach seiner erfolgreichen Zeit im Norden Chiles spielte Páez noch für Regional Atacama, die Santiago Wanderers, Green Cross Temuco und Deportes Concepción in der ersten Liga Chiles sowie Curicó Unido, CD Soinca Bata und zum Abschluss Coquimbo Unido in der zweiten Liga des Landes.

## Trainerkarriere
Juan Páez trainierte hauptsächlich Vereine in Chiles zweiter und dritter Liga. 1993 leitete er mit Deportes Melipilla einen Verein in der Primera División. Im Ausland war Páez beim indonesischen Verein Persib Bandung von 2003 bis 2004 tätig und rettete den Klub vor dem Abstieg. Im Verein trainierte er seine Landsleute Alejandro Tobar, Claudio Lizama, Julio Lopez und Angelo Espinosa.

## Erfolge
Palestino
- Chilenischer Pokalsieger: 1975

Cobreloa
- Chilenischer Meister: 1980

## Sonstiges
Sein älterer Bruder Guillermo ist ebenfalls ehemaliger Profifußballspieler, der für die chilenische Nationalmannschaft an der Fußball-Weltmeisterschaft 1974 in Deutschland teilnahm.